# René Mourlon
René Mourlon, född 12 maj 1893 i Paris, död 19 oktober 1977 i Paris, var en fransk friidrottare.
Mourlon blev olympisk silvermedaljör på 4 x 100 meter vid sommarspelen 1920 i Antwerpen.